# Shimoda
Shimoda (下田市, Shimoda-shi) est une ville portuaire située dans la préfecture de Shizuoka au Japon.

## Géographie

### Situation
Shimoda est située à l'extrémité sud de la péninsule d'Izu, à environ 100 kilomètres au sud-ouest de Tokyo.

### Municipalités limitrophes
| Matsuzaki            | Kawazu          | Kawazu          |
| Matsuzaki, Minamiizu | Shimoda         | océan Pacifique |
| Minamiizu            | océan Pacifique | océan Pacifique |

### Démographie
En 2010, la population de Shimoda était d'environ 24 781 habitants, répartis sur une superficie de 104,70 km2. En octobre 2023, elle était de 19 792 habitants.

### Climat
La ville a un climat subtropical humide caractérisé par des étés chauds et humides et des hivers relativement doux. La température annuelle moyenne de 15,5 °C. Les précipitations annuelles moyennes sont de 1 159 millimètres, septembre étant le mois le plus humide. 

## Histoire
La région de Shimoda est habitée depuis la préhistoire, et de nombreux vestiges de la période Jōmon ont été découverts sur le territoire de la ville. Shimoda est mentionnée dans les documents de l'époque de Nara comme l'endroit où le prince Ōtsu fut exilé en 686 après l'échec de sa rébellion. Pendant l'époque Sengoku, la région était contrôlée par le clan Go-Hōjō et à l'époque d'Edo, Shimoda prospéra en tant que port maritime et escale obligatoire (jusqu'en 1721) pour les navires voyageant entre Osaka et Edo.
À la suite de la convention de Kanagawa, signée en 1854 sous la pression du commodore Matthew Perry, Shimoda, l'un des trois ports ouverts aux étrangers, vivait sous la menace militaire des navires noirs (kurofune).
Le bourg moderne de Shimoda est créé en 1889. Il obtient le statut de ville le 15 mars 1955.

## Culture locale et patrimoine
Chaque année, le Kurofune matsuri se déroule à Shimoda, lors de la troisième semaine de mai.

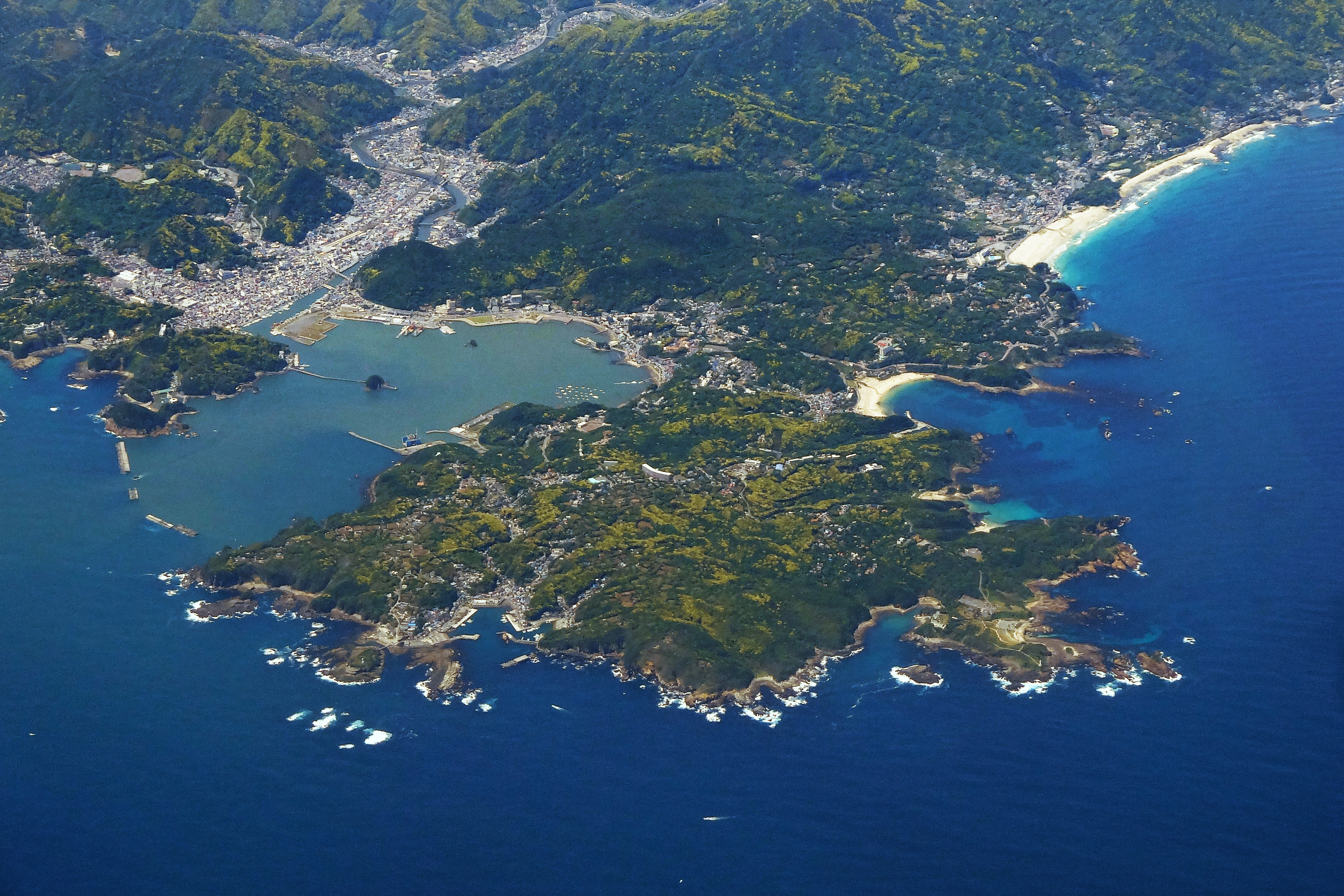
Vue aérienne de Shimoda.
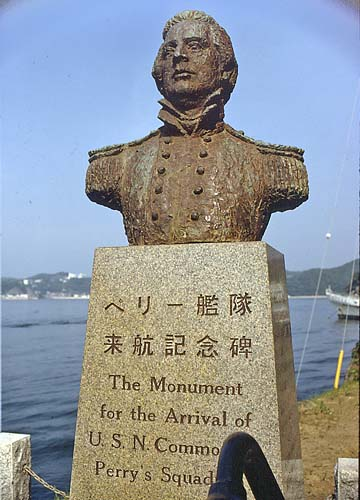
Buste de Matthew Perry.

## Transports
Shimoda est desservie par la ligne Izu Kyūkō. La gare d'Izukyū Shimoda est la principale gare de la ville.
La ville possède un port.